# パナマプレート

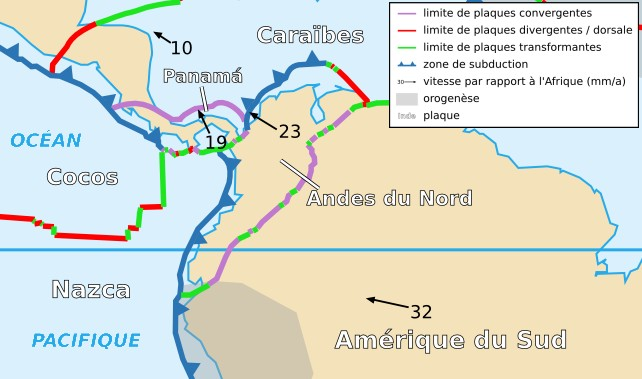
パナマプレートとその周辺（フランス語）

パナマプレート（英語:Panama Plate）とは、西のココスプレートと南のナスカプレート、東の北アンデスプレート、北のカリブプレートに挟まれたプレートである。境界は主に収束型境界で、パナマプレート西側には沈み込み帯がある。国家としてはパナマとコスタリカがこのプレート上に存在している。